# Батракологија
Батракологија је грана зоологије која се бави проучавањем водоземаца укључујући жабе, даждевњаке и цецилије. То је поддисциплина херпетологије, која такође укључује нептичје гмизавце (змије, гуштере, корњаче, крокодиле и туатаре). Батраколози могу проучавати еволуцију, екологију, етологију или анатомију водоземаца.
Водоземци су хладнокрвни кичмењаци који углавном настањују влажна станишта, иако многе врсте имају посебне адаптације понашања које им омогућавају да живе у пустињама, дрвећу, под земљом и у регионима са великим сезонским варијацијама у температури. Постоји више од 8700 врста водоземаца.